# Rosalvo Caçador
Rosalvo Caçador é um ator brasileiro, nascido em Cuiabá.
Mudou-se para São Paulo no fim dos anos 50 e iniciou a carreira em 1961. Depois de responder a um anúncio publicado em jornal, conseguiu um trabalho no episódio de estreia do seriado de TV O Vigilante Rodoviário. Seu primeiro longa-metragem foi Erótica, no ano seguinte.
Nos anos 60 e 70, atuou em comédias ao lado de Mazzaropi e em filmes de terror com José Mojica Marins. Também atuou por trás das câmeras, como responsável pelo foco e assistente de câmera. Nos anos 70, trabalhou em pornochanchadas como A virgem e o machão.

## Dr. Scivano
Depois da experiência como ator no universo do personagem Zé do Caixão, Rosalvo escreveu o roteiro do que seria sua única obra como cineasta, o filme de terror O Macabro Dr. Scivano, lançado em 1971.
O filme conta a história do médico Edmundo Scivano (interpretado pelo próprio diretor) que, depois de tentar sem sucesso a carreira política, volta para sua cidade natal e, com a ajuda de um caseiro que lhe indica um terreiro, entra em contato com um espectro que passa a lhe fornecer pepitas de ouro. Em troca da riqueza, Scivano deve porém se tornar uma espécie de vampiro e acaba sendo transformado em pó diante de um crucifixo.

## Homenagem
Em 2011, Rosalvo Caçador foi escolhido como homenageado especial do 18º Festival de Cinema de Cuiabá (Cinemato), com um prêmio em dinheiro de R$ 10 mil.

## Filmografia

### Ator
- 1961 – O Vigilante Rodoviário (série de TV), de Ari Fernandes. Episódio: Pânico na Pedreira
- 1962 – Erótica, de Odir Fraga
- 1963 – O Lamparina, de Glauco Mirko Laurelli
- 1963 – Imitando o Sol, de Geraldo Vietre
- 1964 – Meu Japão Brasileiro, de Glauco Mirko Laureli
- 1965 – O corpo Ardente, de Walter Hugo Khouri
- 1966 – O Corintiano, de Milton Amaral
- 1966 – O Puritano da Rua Augusta, de Mazzaropi
- 1967 – Águias de fogo, de Ary Fernandes
- 1968 – Anuska: Manequim e Mulher, de Francisco Carvalho Junior
- 1968 - O Estranho Mundo de Zé do Caixão
- 1968 - O Quarto
- 1969 - Agnaldo, Perigo à Vista
- 1971 - A Herança
- 1971 - O Macabro Dr. Scivano
- 1971 - Pantanal de Sangue
- 1972 – Caingangue, de Carlos Hugo Christensen
- 1972 – Noite do Desejo, de Fanse Mansur
- 1974 – Lilian M, de Carlos Reichenbach
- 1974 - A Virgem e o Machão
- 1972 - Quando os Deuses Adormecem
- 1972 - Gringo, o Matador Erótico
- 1975 – Secas e Molhadas

### Equipe técnica
- 1964 – Meu Japão Brasileiro, de Glauco Mirko Laureli (foco)
- 1966 – O Corintiano (foco)
- 1966 – O Puritano da Rua Augusta (foco)
- 1971 - Finis Hominis (assistente de câmera)

### Direção e roteiro
- 1971 - O Macabro Dr. Scivano